# Экологическое Дунайское Княжество Онгал
Княжество Онгал (полное название Экологическое Дунайское Княжество Онгал, болг. Екологично Дунавско Княжество Онгъл) — самопровозглашённое виртуальное государство на участках ничейной земли на западном берегу реки Дунай между границами Хорватии и Сербии. Дунайское экологическое княжество Онгал — это, по его заявлениям, болгарско-венгерско-хорватская аристократическая иерархическая, консервативная, сильная христианская и глубоко правая патриотическая структура, которая заботится о процветании и ставит перед собой цель создания государства на ничейной земле из хорватского государства на правом берегу Дуная от 1405 км до 1355 км от истока реки. Однако Конфедерация Аютия уже заявила о претензиях на эти территории до «Королевства Онгал», и многие из территорий, на которые претендует Королевство Онгал, не являются Terra Nullius.

## География

Либерленд претендует на анклав, отмеченный как «Сига», Энклава на карман под номером 1, Онгал на карманы 2 и 3, а также на анклав без названия прямо напротив Апатина.

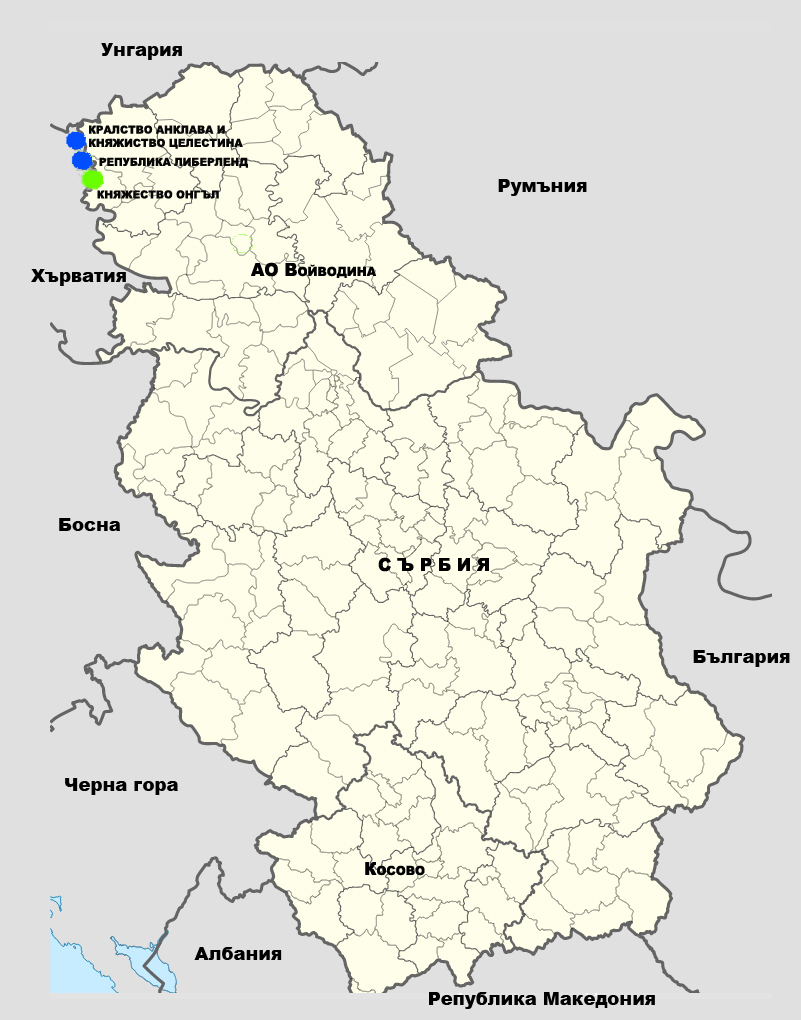
Либерленд, Онгал, Селестиния и Энклава на карте спорных земель

Онгал претендует на все ничейные земли между Сербией и Хорватией, на которые не выдвинули претензии Либерленд и Энклава. Онгал претендует на области на западном берегу Дуная — Рид (считается столицей), Горно Подунавие и Долно Подунавие общей площадью 726 400 квадратных метров (72,64 гектара или 0,73 квадратных километра) на западном берегу реки Дунай на расстоянии около 85 км до венгерской границы между границами Хорватии и Сербии. До югославских войн эта территория была частью национального парка, теперь разделённого между Хорватией и Сербией своими границами и рекой Дунай, за исключением небольших нейтральных участков земли. Первой частью этого является владение «Рид» — небольшие анклавы на другой стороне Дуная, противоположные сербскому городу Апатин. Второе — «Горное Подунавие», а третье — «Дольно Подунавие» к югу от «Горного Подунавия».

## Учреждение княжества
Экологическое Дунайское княжество Онгал было создано на базе ничейных земель согласно международному праву 25 ноября 2014 года с национальным флагом, гербом, государственным гимном, валютой, почтовыми марками и остальными атрибутами государства.